# Victoria Amelina
Viktoriia Yuriyivna (Victoria) Amelina (Oekraïens Вікторія Юріївна Амеліна), geboren Shalamay (Lviv, 1 januari 1986 – Dnipro, 1 juli 2023), was een Oekraïense schrijver en onderzoeker van oorlogsmisdaden gedurende de invasie van Oekraïne door Rusland. Ze overleed aan haar verwondingen na een Russische raketaanval op Kramatorsk op 27 juni 2023.

## Levensloop

### Jeugd
Victoria Amelina werd geboren in Lviv en werd Russischtalig opgevoed. Haar grootouders hadden het trauma van de Holodomor meegemaakt en hadden zich daarom uit lijfsbehoud aangepast aan de Russen. Amelina maakte hierdoor deel uit van de Russischsprekende minderheid in Oekraïne. Ze ging naar een Russischtalige school waar haar werd geleerd zich te identificeren met de Russische cultuur, die als superieur werd beschouwd.
Op veertienjarige leeftijd verhuisde ze voor korte tijd met haar vader naar Canada, maar keerde daarna terug naar Oekraïne. Op 15-jarige leeftijd werd ze gekozen om Lviv te vertegenwoordigen op een Russischtalige schrijfwedstrijd in Moskou. Tijdens dit verblijf viel het haar op hoe veel moeite de Russische regering stak in het bezoek van haar en andere genodigde kinderen uit voornamelijk voormalige sovjetrepublieken zoals Estland, Letland, Litouwen, Armenië en Georgië. Ze realiseerde zich al snel dat er iets niet klopte, en dat Rusland doelbewust de buitenlandse Russischtalige jongeren indoctrineerde. "Ze hebben waarschijnlijk meer in ons geïnvesteerd dan in de opvoeding van kinderen op het Russische platteland", schreef ze hierover in een essay. Een Russische tv-journalist die haar interviewde naar aanleiding van de wedstrijd vroeg haar om te beschrijven hoe onderdrukt ze was als Russischsprekende in Oekraïne. Amelina weigerde mee te doen aan de propaganda. Ze antwoordde: "Na onze complexe geschiedenis zou het niet meer dan normaal zijn dat Oekraïners zich ongemakkelijk voelen en soms reageren op de Russische taal. Ik ervaar echter geen enkele onderdrukking. Misschien is uw informatie verouderd? Ik ben jong en dat probleem bestaat niet onder de jongere generatie."

### Werk
Na het behalen van masterdiploma's in 2007 en 2008 in informatica en economie aan de Nationale Polytechnische Universiteit van Lviv werkte ze als programmeur en manager. In 2015, na het verschijnen van haar eerste roman, werd ze fulltime schrijver en dichter.

#### Auteur
In 2014 verscheen haar eerste boek Syndrom lystopadu, abo Homo Compatiens (Синдром листопаду, або Homo Compatiens - November-syndroom, of Homo Compatiens). Haar debuutroman gaat over een empathische hoofdpersoon die verschillende sociale omwentelingen en revoluties in de 21e eeuw meemaakt, met name die op het Tahrirplein in 2011 in Caïro en de gebeurtenissen op het Maidanplein in Kyiv in 2014. De roman heeft verschillende literaire prijzen ontvangen en werd goed ontvangen in zowel Oekraïne als heel Europa.
In 2016 publiceerde Amelina samen met de kunstenaar Marija Foja een kinderboek genaamd Chtosʹ, abo Vodjane Serts (Хтось, або водяне серце, Iemand, of een waterhart), een geïllustreerd boek over het ontdekken wie je werkelijk bent en wat je dromen zijn.
In 2017 publiceerde ze de roman Dim dlja Doma (Дім для Дома, thuis voor thuis), over de familie van een Sovjet-kolonel die in de jaren negentig woonde in het voormalige huis in Lviv van de Pools - Joodse auteur Stanisław Lem. De familiesaga wordt verteld vanuit het perspectief van een hond, genaamd Dominik. Noch de hond, noch het huis accepteert de nieuwe eigenaren echt. Het gaat in essentie over de geschiedenis van de stad Lviv, die 70 jaar Sovjetinvloed en decommunisatie te boven komt. De roman stond op de shortlist voor de Oekraïense LitAkcent literaire prijs in 2017, de Unesco’s City of Literature prize en de Literatuurprijs van de Europese Unie in 2019. In 2023 verscheen een vertaling in het Spaans en kreeg Amelina een contract aangeboden voor een Engelse vertaling voor de Britse markt.
Amelina was vanaf 2018 lid van PEN International, een internationale schrijversorganisatie die zich inzet voor de vrijheid van meningsuiting, samenwerking tussen schrijvers overal ter wereld en literatuur als intercultureel bindmiddel. In 2018 nam ze als afgevaardigde uit Oekraïne deel aan het 84e Wereld PEN-congres in India en hield hier een toespraak over de Oekraïense filmmaker en politieke gevangene in Rusland, Oleg Sentsov. Ze publiceerde ook af en toe op het blog zbrucz.eu, dat vooral door schrijvers werd gebruikt. In 2021 organiseerde ze in de geboorteplaats van haar man, Nju Jork (in de oblast Donetsk), een Literatuurfestival.
In 2022 schreef ze een essay voor Eurozine, waarin ze de vraag opwerpt of Rusland voor de tweede keer gaat proberen de culturele elite van Oekraïne te vernietigen, zoals gebeurde in de jaren dertig van de 20e eeuw, toen het Sovjet - regime de meerderheid van de Oekraïense schrijvers en intellectuelen vermoordde. Ze roept in herinnering dat het niet de eerste keer in de geschiedenis was dat Oekraïense cultuurdragers werden uitgeroeid, of werden gedwongen zich te assimileren met de Russische imperiale cultuur.
In 2022 begon Amelina ook met het schrijven van poëzie. Ze moedigde andere Oekraïense schrijvers en dichters aan om te schrijven en te dichten over de oorlog, om hun ervaringen vast te leggen. In haar eigen gedichten wordt gerefereerd aan de oorlog, met de interieurs van pakhuizen, distributie van gevechtshelmen en medische benodigdheden aan de legereenheden. "Luchtalarm door het hele land/Het voelt alsof ze iedereen naar buiten brengen" - zo schreef ze in haar gedicht Sirenes. "Maar richt je op slechts één persoon/ Meestal op degene aan de rand/Deze keer niet op jou...". Ze zegt over haar poëzie: "Dat is wat oorlog je nalaat. De zinnen zijn zo kort mogelijk, de interpunctie een overbodige luxe, de plot onduidelijk, maar ieder woord heeft zoveel betekenis. Dit alles geldt zowel voor poëzie als voor oorlog".
Haar proza en gedichten zijn onder meer vertaald in het Duits, Spaans, Kroatisch, Pools, Tsjechisch en Nederlands.
In juni 2023 kreeg Amelina een studiebeurs voor ontheemde Oekraïense schrijvers aangeboden van Columbia University(New York), voor een artist in residence-verblijf van een jaar in Parijs. Ze was van plan samen met haar zoon naar Parijs te gaan en het verblijf te gebruiken om op adem te komen. Tevens wilde ze haar boek Looking at Women Looking at War afronden, waarin ze de vrouwen portretteert die oorlogsmisdaden documenteren, in haar eigen woorden: "een dagboek van vrouwen (...) die gerechtigheid nastreven". Nog voordat ze naar Parijs kon vertrekken, kwam ze om bij een raketaanval.

### Oorlog
Op de dag van de inval in Oekraïne in 2022 verbleef Amelina in Egypte en was ze net van plan naar huis te reizen. Samen met andere Oekraïners strandde ze op het vliegveld Marsa Alam, maar kon ze uiteindelijk via Praag en van daaruit met de trein drie dagen later Oekraïne in reizen. Het was in deze drie dagen dat Amelina zich realiseerde dat Europa het thuis was van Oekraïne, een boodschap die ze vanaf dat moment ook zal uitdragen.
Tijdens de oorlog werkte ze als onderzoeker naar oorlogsmisdaden voor Truth Hounds, een Oekraïense organisatie. Ze gebruikte haar opleiding als romanschrijver om de getuigen van de misdaden te interviewen. In september 2022 ontdekte ze, terwijl ze onderzoek deed in de Izjoem-regio, het oorlogsdagboek van de eveneens Oekraïense schrijver Volodymyr Vakulenko, die in maart 2022 door de bezetter was vermoord. Vakulenko had het dagboek in zijn tuin begraven, kort voordat hij geëxecuteerd zou worden door de Russen. Toen Amelina tijdens haar onderzoek de vader van Vakulenko sprak, herinnerde de man zich dat zijn zoon had verteld dat hij het dagboek begraven had onder een kersenboom in zijn tuin. Samen gingen ze op zoek en Amelina groef het dagboek, een stapel opgerolde velletjes verpakt in plastic, op. Ze publiceerde de teksten enkele weken later en gaf het dagboek door aan het Literair Museum van Charkiv. In het voorwoord schreef ze: "Een schrijver leeft zolang hij gelezen wordt", woorden die ze herhaalde in een toespraak op een literair festival, 5 dagen voor haar overlijden. In mei 2023 ontving Vakulenko postuum de Prix Voltaire Special Award van de International Publishers Association, die Amelina namens hem in Lillehammer in ontvangst nam.
In 2022 nam ze tevens het initiatief om onder de naam Fight Them with Poetry samen met collega's de Oekraïense legereenheden te helpen te bevoorraden. Ze bood ook onderdak aan ontheemde Oekraïners, werkte met kinderen aan het front en hielp bij het verlenen van humanitaire hulp in Lviv.

### Privé
Victoria Amelina was getrouwd met Oleksandr Amelina en werd in 2010 moeder van een zoon. Sinds het begin van de oorlog in 2022 verbleef hij met zijn oma, Amelina's moeder, in Polen. Vanaf 2022 woonde Amelina in Kyiv. In juni 2023 maakte ze plannen om met haar zoon te verhuizen naar Parijs voor een verblijf van een jaar.
Op 27 juni 2023 raakte ze ernstig gewond tijdens een doelgerichte aanval met een Iskanderraket op het restaurant Ria Pizza Lounge in Kramatorsk, een populaire ontmoetingsplaats voor journalisten, hulpverleners en soldaten. Ze dineerde hier samen met de Colombiaanse schrijver Héctor Abad, politicus Sergio Jaramillo, journalist Catalina Gómez en hun chauffeur, die op een solidariteitsmissie waren. Amelina had aangeboden hen te vergezellen op een onderzoeks- en solidariteitsreis door Oekraïne. Ze zat naast Abad toen ze bij de raketaanval ernstig hoofdletsel opliep. De aanslag werd door alle Colombianen en de chauffeur overleefd. Naast Amelina kwamen nog twaalf anderen om bij de Russische aanval, en raakten minstens zestig mensen gewond. De Nederlandse particuliere hulpverleners Coen van Oosten en Franky van Hintum, die in hetzelfde restaurant aten en op 12 meter van de inslag zaten, overleefden de aanslag.
Victoria Amelina overleed op 1 juli 2023 op 37-jarige leeftijd in het Mechnikov-ziekenhuis in Dnipro aan haar verwondingen. Ze werd begraven in Lviv. Haar dood schokte heel Oekraïne, en het nieuws werd wereldwijd door de grote media gebracht.

## Onderscheidingen
- 2021: Joseph Conrad Literatuurprijs, van het Poolse Instituut in Kyiv